# Équipe de Palestine masculine de handball
L'équipe de Palestine masculine de handball représente la Palestine lors des compétitions internationales masculines de handball. La sélection n'a jamais participé aux Jeux olympiques ou à une phase finale des championnats du monde. 
Elle a participé à trois reprises aux championnats d'Asie (4e en 1979, 7e en 1977 et 10e en 1987).-